# Женщина шла
«Женщина шла» — двенадцатый студийный альбом российской певицы Анжелики Варум, выпущенный в 2016 году.

## Об альбоме
Всё началось с просьбы Игоря Крутого к Анжелике Варум выступить на его юбилейном концерте. На тот момент в её репертуаре была только одна песня его сочинения — «Где же ты?», но он предложил ей исполнить песню Аллы Пугачёвой «Речной трамвайчик», однако она захотела исполнить что-нибудь из песен, которые Крутой написал для Лары Фабиан. Композитор отверг идею, заявив, что она не вытянет вокал Фабиан, Варум обиделась, но предложила ему вместе записать кавер на любую песню. Сначала они записали две песни из альбома «Мадемуазель Живаго», причём автором русских стихов стала сама Варум. Часть песен из этого альбома вошла в новую пластинку певицы. По словам самой Анжелики, она загорелась желанием поработать с Крутым еще в 2010 году после прослушивания того самого альбома Фабиан, и вот случай таки представился.
Впервые о выходе альбома стало известно на конкурсе «Новая волна 2016», на творческом вечере Крутого певица исполнила новые песни «Твой свет», «Женщина шла» и «Опоздавшая любовь».
В ноябре 2016 года был представлен видеоклип на песню «Опоздавшая любовь», режиссером которой выступил Сергей Ткаченко. Также были выпущена клипы на песни «Мама» (2017) и «Женщина шла» (2018).

## Отзывы критиков
Алексей Мажаев для InterMedia написал, что это очередной эксперимент певицы, несомненно удачный, но который придётся по вкусу не всем. Он отметил вокал певицы, а также её драматическое исполнение, как итог — оценка в четыре звезды из пяти. Отар Кушанашвили назвал альбом неизменно изысканным, памятником разбитому сердцу, которое всегда надеешься склеить, он также хвалил чувственное, глубокое исполнение песен, а также открыл для себя Варум-поэтессу.

## Список композиций
| №                   | Название                              | Текст песни         | Музыка              | Длительность |
| ------------------- | ------------------------------------- | ------------------- | ------------------- | ------------ |
| 1.                  | «Женщина шла»                         | Анжелика Варум      | Игорь Крутой        | 4:07         |
| 2.                  | «Моя любовь»                          | Анжелика Варум      | Игорь Крутой        | 4:08         |
| 3.                  | «Голос»                               | Анжелика Варум      | Игорь Крутой        | 4:42         |
| 4.                  | «Одиночество»                         | Анжелика Варум      | Игорь Крутой        | 4:43         |
| 5.                  | «Любовь права»                        | Анжелика Варум      | Игорь Крутой        | 3:50         |
| 6.                  | «Твой свет»                           | Анжелика Варум      | Игорь Крутой        | 3:54         |
| 7.                  | «Вокализ»                             | Анжелика Варум      | Игорь Крутой        | 5:50         |
| 8.                  | «Опоздавшая любовь» (с Игорем Крутым) | Анжелика Варум      | Игорь Крутой        | 4:17         |
| 9.                  | «Мама»                                | Леонид Агутин       | Игорь Крутой        | 4:21         |
| 10.                 | «Когда я закрываю глаза»              | Анжелика Варум      | Игорь Крутой        | 5:19         |
| 11.                 | «Снег идёт»                           | Анжелика Варум      | Игорь Крутой        | 4:14         |
| 12.                 | «Мадемуазель Хайд»                    | Анжелика Варум      | Игорь Крутой        | 3:59         |
| 13.                 | «Где же ты?»                          | Ирина Секачёва      | Игорь Крутой        | 3:32         |
| Общая длительность: | Общая длительность:                   | Общая длительность: | Общая длительность: | 56:55        |